# Сан-Гонсалу-ду-Амаранти (Риу-Гранди-ду-Норти)
Сан-Гонсалу-ду-Амаранти (порт. São Gonçalo do Amarante) — муниципалитет в Бразилии, входит в штат Риу-Гранди-ду-Норти. Составная часть мезорегиона Восток штата Риу-Гранди-ду-Норти. Входит в экономико-статистический микрорегион Макаиба. Население составляет 77 303 человека на 2007 год. Занимает площадь 251,308 км². Плотность населения — 348,2 чел./км².

## Статистика
- Валовой внутренний продукт на 2003 год составляет 451 537 028,00 реалов (данные: Бразильский институт географии и статистики).
- Валовой внутренний продукт на душу населения на 2003 год составляет 5713,63 реалов (данные: Бразильский институт географии и статистики).
- Индекс развития человеческого потенциала на 2000 год составляет 0,695 (данные: Программа развития ООН).